# Lista över lankesiska städer
Lista över städer på Sri Lanka.

## Större städer
- Colombo
- Galle
- Jaffna
- Kandy
- Kurunegala
- Matara
- Negombo
- Sri Jayawardenapura

## Mindre städer
- Ampara

- Anuradhapura

- Badulla
- Batticaloa
- Dambulla
- Hikkaduwa
- Gampaha
- Kalutara
- Kalpitiya
- Kataragama
- Kegalle
- Kitulgala
- Kuliyapitiya
- Mahiyanganaya
- Mannar
- Matale
- Mawathagama
- Mihintale
- Monaragala
- Mulleriyawa
- Nuwara Eliya
- Puttalam
- Ratnapura
- Thambiluvil
- Trincomalee
- Valvai
- Vavuniya